# Сатириазис
Сатириа́зис, или сатириа́з (др.-греч. Σάτυρος — сатир), — патологическое повышение полового влечения у мужчин в виде постоянного чувства полового голода и безудержного стремления к половым сношениям. Сатириазис связан не только с количественным увеличением числа сексуальных контактов, но и качественным изменением сексуального поведения, при котором сексуальность становится основной жизненной целью индивида по причине невозможности удовлетворить половое чувство, несмотря ни на какие предпринимаемые действия в этом направлении. Для лиц, страдающих сатириазисом, характерна частая смена сексуальных партнёров и отсутствие длительных сексуальных связей. Данная патология может развиться в результате психогенных воздействий (например, как форма компенсации чувства собственной неполноценности) или явиться проявлением органических заболеваний (например, органическая патология центральной нервной системы или гормональные нарушения). Сатириазис у мужчин наряду с нимфоманией у женщин является одной из форм гиперсексуальности.